# Риган, Том
Том Риган (англ. Tom Regan; 28 ноября 1938, Питсбург, Пенсильвания — 17 февраля 2017, Северная Каролина, США) — американский философ, развивавший теорию о правах животных.

## Биография
Профессор философии в отставке в Университете Северной Каролины, где он преподавал с 1967 по 2001 год.
Риган написал нескольких книг, посвященных правам животных, включая В защиту прав животных, повлиявшую на современное движение за освобождение животных. В своих публикациях он утверждает, что животные, как и люди, являются «носителями жизни», и, если мы хотим наделить значением всех людей, вне зависимости от их возможности быть рациональными агентами, животные должны наделяться тем же значением.
С 1985 года он вместе со своей женой Нэнси был соучредителем и сопрезидентом Фонда культуры и животных, некоммерческой организации, «стремящейся способствовать росту интеллектуальных и художественных начинаний, объединенных позитивной заботой о животных». Веганское общество вспоминает его как «стойкого вегетарианца и активиста».

## Права животных
В «Деле о правах животных» Риган аргументировал наличие моральных прав у животных. Его философская концепция в значительной степени соответствует традиции Иммануила Канта, однако он отклоняется от идеи Канта о том, что уважение должно быть присуще только разумным существам. Риган заявляет, что мы обычно приписываем неотъемлемую ценность и, следовательно, право на уважение к нерациональным существам, таким как младенцы и люди с тяжелыми умственными недостатками.
Согласно его терминологии, ключевым атрибутом, общим для всех людей, является не рациональность, а факт, что каждая жизнь имеет значение для самого индивидуума; другими словами, то, что происходит с нами, имеет значение для нас, независимо от того, имеет ли это значение для других. Риган называет это переживание себя «субъектом жизни». Если это является основанием для признания ценности личностей, то для поддержания последовательности мы должны признать неотъемлемую ценность и, следовательно, моральные права всех субъектов жизни, включая и людей, и животных. Он утверждает, что главное право, которое принадлежит всем обладающим неотъемлемой ценностью, - это право никогда не рассматриваться просто как средство для достижения целей других.
Согласно Ригану, отказ от использования субъектов жизни как средств влечет за собой право на уважительное обращение, которое включает в себя обязанность не причинять им вред. Однако это право не является абсолютным, так как могут возникать ситуации, когда для уважения прав одного субъекта необходимо отменить право другого на защиту от вреда. Для решения таких ситуаций он использует принцип минирайда (или принцип минимизации переопределения) и принцип худшего положения. Принцип минирайда предполагает, что если отменить права множества невинных существ в сравнении с правами некоторых других невинных существ, при этом каждому будет причинен равный вред, мы должны отдать предпочтение интересам меньшего числа. Принцип худшего положения утверждает, что если определенное действие не причиняет сравнимого вреда всем затронутым сторонам, мы должны выбрать вариант, который поможет тем, кто был бы в худшем положении. Таким образом, если вред, причиненный множеству невинных существ, превышает вред, причиненный множеству других невинных существ, правильным действием будет защита прав последних.
Применительно к правам животных Риган утверждает, что вред от смерти животного не равнозначен вреду от смерти нормального, здорового человека. Предположительно, это обусловлено тем, что окончание жизни животного приводит к потере меньшего числа возможностей по сравнению с потерей нормального, здорового человека. По мнению Ригана, смерть нормальной, здоровой собаки причинила бы больше вреда, чем смерть человека, находившегося в необратимой коме, потому что собака имела бы больше возможностей для удовлетворения потребностей, чем человек в необратимой коме.
Приверженцы Ригана утверждают, что его аргумент в пользу прав животных не основан на радикально новой этической теории, а на последовательном применении моральных принципов и идей, которые уже приняты многими из нас в отношении обращения с людьми. Тем не менее, другие критикуют неопределенность в определении "неотъемлемой ценности" или статуса "субъекта жизни" в его теории и отмечают, что достаточные условия, перечисленные им, такие как наличие чувственного восприятия, убеждений, желаний, мотивов и памяти, фактически сводятся к "сходству с людьми". Согласно Ригану, признавая основное право уважительного отношения к животным, мы должны отказаться от разведения животных для пищи, экспериментов на них и коммерческой охоты. Его собственный путь увел его от использования кожи для одежды, он не посещал цирк с животными и не употреблял мясо. Он отказался использовать животных в качестве пищи, одежды или для других целей, которые не уважают их права.

## Развитие идей Джорджа Эдварда Мура
В 1980-х годах Риган опубликовал три книги по философии Г. Э. Мура. Первая книга, G. E. Moore: The Early Essays, представляет собой сборник эссе, которые были первоначально опубликованы между 1897 и 1903 годами, ни одно из которых сам Мур не антологизировал. Риган утверждает, что эти статьи раскрывают ранний вкус Мура к спекулятивной метафизике; Например, в «Природе суждения» Мур утверждает, что «мир состоит из понятий», включая существование, «которое само по себе является концепцией... Таким образом, все, что существует... состоит из понятий, необходимо связанных друг с другом особым образом, а также из понятия существования». В другой статье, «Свобода», Мур с энтузиазмом подтверждает свое согласие с Ф. Х. Брэдли, написав: «Я могу только сказать, что аргументы, с помощью которых мистер Брэдли пытался доказать нереальность Времени, кажутся мне совершенно убедительными».
Вторая книга Ригана, «Элементы этики» (The Elements of Ethics), представляет собой серию из десяти лекций, которые Мур прочитал в 1898 году. Большая часть этих лекций была перенесена Муром в Principia Ethica, и, как утверждает Риган, эти лекции пролили важный свет на страницы Principia.
Третья книга Ригана, «Пророк Блумсбери: Г. Э. Мур и развитие его моральной философии» (Bloomsbury's Prophet: G. E. Moore and the Development of His Moral Philosophy), представляет собой главный вклад Ригана в идеи Мура. Среди репрезентативных обзоров Э. Д. Клемке пишет, что «Пророк Блумсбери» — «чудесная книга», в то время как Аурум Стролл пишет: «Портрет человека, которого дает нам Риган, не только уникален ... Но книга действительно хорошо написана».
В этой книге Риган опирается на обширные неопубликованные материалы, хранящиеся в архиве Мура в Кембриджском университете. Среди них две диссертации Мура по нравственной философии Канта, его переписка, включая отправленные и полученные письма, десятки статей, которые он представлял на собраниях Кембриджского общества конверсации (Cambridge Conversazione Society) иначе "Апостолы" и в Обществе воскресных эссе (Sunday Essay Society), а также его дневник, который он вел до 19 апреля 1916 года.
Используя эти материалы, Риган утверждает, что главная цель "Начал" (Principia) заключалась в том, чтобы, как Мур сам писал, "примирить науку этики", раскрыв "ложь", распространяемую "потенциальными учеными в области этики" ("Art, Morals, and Religion": May 5, 1901). Согласно Муру, настоящая научная этика мало что может доказать относительно ценностей, правил, обязанностей и добродетелей.
Что касается ценностей: такая этика не в состоянии установить, что обладает внутренней ценностью, что является хорошим само по себе. Это остается на усмотрение людей, которые, соблюдая надлежащую осторожность, решают, что было бы хорошо, если бы они были единственными существующими в мире.
Что касается правил поведения: настоящая научная этика может, в лучшем случае, установить, что всегда следует соблюдать "очень немного правил" (Principia, xxii, курсив в оригинале). Даже не все правила, одобренные здравым смыслом, квалифицируются: только "большинство из тех, кто наиболее универсально признан Здравым смыслом", могут быть возможными кандидатами, и даже в их случае Мур утверждает только, что требуемый тип обоснования "может быть возможен" (стр. xxii, курсив в оригинале).
Таким образом, практически все наши решения должны быть приняты, не полагаясь на какие-либо правила. Почти всегда, как пишет Мур, "правилам действий вообще не следует следовать" (Ibid., p. xiii). В таких случаях люди должны руководствоваться своим "непосредственным рассмотрением последствий, которые может произвести действие" (стр. XX), делая то, что, по их мнению, будет способствовать их собственным интересам и расширению жизни других людей, в которых у них есть "сильный личный интерес" (там же, XX), вместо того, чтобы пытаться удовлетворить требования "более широкого блага, как в "величайшем благе для наибольшего числа". Такие товары, на которые следует ориентироваться, более непосредственные, как правило, предпочтительнее более отдаленных. Короче говоря, почти все наши действия в повседневной жизни мы вольны осуществлять, не обременяя себя вопросом о том, соответствуют ли они требованиям моральных правил.
Что касается добродетелей: настоящая научная этика должна поощрять частные добродетели благоразумия, умеренности и трудолюбия (единственные добродетели, которые Мур обсуждает в "Началах"), а не так называемые добродетели милосердия, сострадания, гражданственности, социальной справедливости, патриотизма, благочестия, благоговения или альтруизма. Такая этика должна поощрять добродетели творческого "Я", а не добродетели сознательного гражданина.
На основе этих выводов Риган утверждает, что Мур действительно является "пророком Блумсбери", защищая, как и они, ценности, правила поведения и добродетели, которые символизируют "Блумсбери". Как отмечает Риган, "у них была анархия в спальне, а не на улицах".
В своей статье в "Библиотечном журнале" (Library Journal) Леон Х. Броуди оценил эту работу следующим образом:
Тезис Ригана заключается в том, что адекватное понимание этической философии Мура может быть достигнуто только на фоне Блумсбери - авангардной группы свободных духов, среди которых были Литтон Стрейчи, Вирджиния Вульф и Джон Мейнард Кейнс, которые регулярно собирались в Лондоне между 1905 и 1920 годами. В этом контексте, согласно Ригану, мысль Мура, выраженная в "Principia Ethica", представляет собой "радикальную защиту свободы выбора индивида", а не защиту статус-кво, как это обычно предполагается. Эта книга, написанная со страстью, соответствующей ее предмету, и в то же время философски точная, заслуживает места в коллекциях философии и истории культуры, как в публичных, так и в академических библиотеках.

## Семья
У Ригана и его жены Нэнси было двое детей, Брайан и Карен. Риган умер от пневмонии в своем доме в Северной Каролине 17 февраля 2017 года.

## Работы
- Empty Cages: Facing the Challenge of Animal Rights, published by Rowman and Littlefield, Lanham, Maryland, (2004). ISBN 0-7425-3352-2, 229 pages.
- The Case for Animal Rights, University of California Press (1983, 1985, 2004)
- All That Dwell Therein: Essays on Animal Rights and Environmental Ethics (1982)
- Animal Sacrifices: Religious Perspectives on the Use of Animals in Science (1986)
- Defending Animal Rights, University of Illinois Press (2001). ISBN 0-252-02611-X
- Tom Regan. «Die Tierrechtsdebatte». (Hrsg.) Erlangen 2007. ISBN 978-3-89131-417-3

## На русском языке
- Риган, Том. В защиту прав животных.Киев, Киевский эколого-культурный центp, 2004. - 104 стр.